# Марс Експлорейшън Роувър
Марс Експлорейшън Роувър (на английски: Mars Exploration Rover – изследователски марсоход) е мисия, състояща се от два космически апарата на НАСА с имена Спирит (на английски: Spirit – дух) и Опъртюнити (на английски: Opportunity – възможност), изпратени на Марс с цел изследване на неговата повърхност и геология. Мисията е ръководена от Пит Тесингер от JPL и Стивън Скуайърс от Университет Корнел.
Основните цели на мисията се състоят в търсене и характеризиране на скали и почви, издаващи наличието на вода на повърхността на планетата в миналото. Мисията се гради на данни, получени от предишни апарати на повърхността на Марс – Викинг и Патфайндър.
Общата стойност от разработката, конструирането, изстрелването и оперирането на апаратите до изпълнение на основната 90 дневна мисия се изчислява на 820 млн. долара. Очаква се апаратите да продължат да функционират поне до септември 2006 г.
В чест на апаратите са именовани два астероида: 37452 Спирит и 39382 Опъртюнити

## Хронология
Марсоходът Спирит е изстрелян на 10 юни 2003 г. в 17:59 ст. време, а Марсоходът Опъртюнити – на 7 юли 2003 г. в 15:18 ст. време Спирит каца в кратера Гусев на 3 януари 2004 г. в 04:35 ст. време, а Опъртюнити – в Меридианската равнина на противоположната страна на Марс спрямо Спирит на 25 януари 2004 г. в 01:05 ст. време.
На 21 януари наземният контрол губи връзка със Спирит. Първоначално се счита че причината е буря над Австралия. Впоследствие обаче е получено съобщение от Спирит без валидни данни и марсоходът пропуска комуникационна сесия с Марс глобал сървейър. JPL получава сигнал от апарата на 22 януари, показващ, че марсоходът е изпаднал в критично състояние поради програмна грешка. На 23 януари екипът успява да получи данни от апарата и 10 дни по-късно наземният контрол изпраща нова версия на неговото програмно управление. За грешката е установено, че се дължи на файловата система на флаш паметта. Подобрената версия на програмното управление е изпратена и на Опъртюнити като предпазна мярка. На 5 февруари Спирит започва нормална работа на повърхността на планетата, като е преодоляна най-голямата към 2006 г. повреда по време на мисията.
На пресконференция състояла се на 23 март 2004 г. са оповестени „важни открития“ в областта на геологията на Марс, сочещи наличието на вода на повърхността на планетата в нейното минало. Показани са снимки, на които са видни напластявания и следи от ерозия на повърхността на скали в кратер в меридианската равнина. Наличните хлор и бром загатват за наличието на солена вода, която впоследствие се е изпарила.
На 8 април 2004 г. НАСА обявява продължение на мисията за нови 5 месеца. За целта са отделени 15 млн. долара до септември 2004 и 2,8 млн. на месец за последващи разходи. На 30 април 2004 г. Опъртюнити достига Кратера на Издръжливостта (англ. – Endurance crater) след като прекосява 200 метра само за 5 дни. На 22 септември 2004 г. НАСА продължава мисията за още 6 месеца, а на 6 април 2005 г., след последвалите успешни изследвания на двата апарата – за още 18 месеца. Опъртюнити междувременно напуска кратера на издръжливостта и изследва топлинния щит на спускаемия модул, а на 21 август 2005 г. Спирит се изкачва до върха на хълмовете на Колумбия.
Спирит чества своята първа марсианска година на повърхността (687 земни дни) на 20 ноември 2005 г., а Опъртюнити – на 12 декември 2005 г.

## Конструкция
Апаратите са конструирани с цел извеждане в орбита от ракетата Делта II. Основните компоненти на всеки апарат са:
- Марсоход – 185 kg
- Спускаем модул – 348 kg
- Парашутна система – 209 kg
- Топлинен щит – 78 kg
- Междупланетен модул – 193 kg
- Гориво – 50 kg
- Обща маса – 1063 kg

### Междупланетен модул
Междупланетният модул е активен по време на пътуването между Земята и Марс. Има конструкция, сходна с тази на Патфайндър, и диаметър от 2,65 m и 1,6 m височина. Изграден е основно от алуминий, като слънчевите панели са разположени по повърхността на апарата. Те осигуряват около 600 W мощност по орбитата на Земята и около 300 W по орбитата на Марс.
Налични са нагреватели, хладилна система и термоизолация с цел поддържане на електрониката в работна температура. Конструкцията на модула позволява управлението му посредством бордния компютър на марсохода.

#### Навигационна система
Звезден скенер и слънчев сензор: Звездният скенер и слънчевият сензор осигуряват поддържането на ориентацията на апарата с цел поддържане на оптимален ъгъл на слънчевите панели спрямо Слънцето, както и правилно насочване на антената към Земята за осъществяване на комуникации. С помощта на тези уреди се установяват и отклонения от курса на апарата по време на неговото пътуване към Марс.
Система за корекция на курса: Отклоненията от правилната траектория на апарата се коригират от двигателите за корекция на курса. Системата се състои от два алуминиеви резервоара с хидразин с капацитет от 31 kg, чието изгаряне в горивната камера на двигателите осигурява тяга, достатъчна за промяна на ориентацията (но не и за значителна промяна на скоростта като тази, необходима за влизане в орбита) на апарата. Маневри могат да бъдат осъществени по следния начин:
- Два двигателя се задействат едновременно със сумарна тяга, тангенциална на посоката на движение, внасяйки малка промяна в скоростта на апарата.
- Няколко двигателя се задействат едновременно за кратко време със сумарна тяга, нормална на посоката на движение, отклониявайки апарата „странично“.
- Двойки двигатели в противоположни краища на апарата се задействат за кратко време, завъртайки апарата.

#### Комуникационна система
Апаратът използва високочестотният X обхват, позволяващ високоскоростна комуникация с по-малко използвана мощност, за разлика от предишни апарати използващи S обхвата. Използвани са изотропна атена за предаване на данни в близост до Земята и антена с частично насочване на сигнала за предаване на данни при големи разстояния до Земята.

### Въздушна черупка
За допълнителна информация за въздушната черупка вижте ((en)) тази Архив на оригинала от 2006-01-14 в Wayback Machine. илюстрация. Основната цел на въздушната черупка е защита на апарата от прегряване по време на спускането в атмосферата на Марс. Конструкцията и се базира на тези използвани в мисиите Патфайндър и Викинг.

#### Строеж на въздушната черупка
Въздушната черупка се състои от следните две основни части:
- топлинен щит (на илюстрацията е плоската част с кафеникав оттенък,
- заден капак (бял, конусовиден).

Топлинният щит защитава спускаемия модул от интензивната топлина по време на спускането през атмосферата на Марс, а също така служи за въздушна спирачка. Под задния капак се намират следните основни компоненти:
- парашут, в близост до капака;
- електроника и батерии, необходими за задействане на различни системи по време на спускането;
- инерционен датчик, следящ за ориентацията на апарата след отварянето на парашутите;
- три основни ракетни ускорителя, развиващи обща тяга от 30 kN в продължение на 2 секунди, служещи за забавяне на движението на апарата непосредствено преди кацане;
- три стаблизиращи ракетни ускорители, спомагащи за поддържане на ориентацията на апарата по време на задействане на основните ускорители.

#### Състав
Въздушната черупка е построена от Локхийд Мартин. Има алуминиево-епоксидна композитна структура. Външната и повърхност е покрита с материал, поглъщащ топлината по време на спускането през атмосферата. Този материал е съставен отчасти от аблатор – корк, свързващ материал и силициеви топчета. Реагира химически и атмосферата и отнася натрупаната топлина. Скоростта на апарата се намалява от 19000 до 1600 km/h само за около минута, водейки до ускорение от 6 g изпитано от апарата. Топлинният щит е изграден от същите материали като външната повърхност, но е с по-дебел аблаторен слой – 12,7 mm. Външната повърхност също така е покрита с тънък слой алумниний с цел предпазване от охлаждане по време на пътуването до Марс. Този слой се изпарява по време на спускането през атмосферата.

### Парашут
Парашутът е предназначен за забавяне на скоростта на апарата по време на спускане през атмосферата. Намира се под задния капак на въздушната черупка.

#### Устройство
Парашутът е сходен с предишните парашути, използвани по време на мисиите Викинг и Патфайндър. Има размери с около 40% по-големи по площ от този на Патфайндър поради по-голямото тегло на апарата и по-високото му максимално натоварване – 80 – 85 kN спрямо 35 kN за Патфайндър. Парашутът е изработен от Пионер Аероспейс, компанията която изработва парашута и за мисията Стардърст.

#### Строеж
Парашутът е изграден от полиестер и найлон, а тройният бридел е от кевлар. Поради ограничения в наличното пространство на борда на апарата се налага парашутът след внимателно сгъване да бъде пресован. Непосредствено преди поставяне на апарата той бива и стерилизиран.

#### Други части от апарата
Бридели от материала Зилон: Зилонът представлява материал изграден от въглеродни влакна, навити подобно на нишките във връзките за обувки, което му придава значителна якост. След разтваряне на парашутите на височина от около 10 km, топлинният щит се отделя от апарата с помощта на пружини. Спускаемият модул след това се отделя от задния капак. Задния капак поради по-голямото си триене с атмосферата от спускаемия модул издърпва метална лента от модула, която от своя страна е свързана с центрофугова спирачна система, поместена в една от стойките за кацане. Отдалечаването бива ограничено от 20 метров зилонов бридел, който свързва двете части при максимално издърпване на лентата.
Необходмо е раздалечаване на задния капак и самият спускаем модул, понеже ракетните двигатели за забавяне на движението са монтирани в задния капак и е необходимо да се осигури достатъчно място за разпръскване на техните горещи газове, както и за раздуване на въздушните възглавници на спускаемия модул. В противен случай газовете биха могли да повредят въздушните възглавници и модула. В допълнение, двигателите са монтирани над центъра на тежестта на системата, което я прави устойчива по време на спускането. Във вътрешността на бридела са монтирани кабели. Задействането на двигателите се контролира от бордния компютър в спускаемия модул, а данни от инерционните ускоромери поместени в задния капак биват предавани обратно.
Двигатели за спускане и радарен висотомер: Понеже атмосферното налягане на повърхността на Марс по-малко от 1% от земното, атмосферата на планетата не е достатъчно плътна за осигуряване на безопасно спускане на апарата на повърхността само с парашут. За допълнително намаляване на скоростта в самия край на спускането се задействат ракетните двигатели за спускане при преминаване на определена височина. Височината над повърхността бива постоянно следена от радарен висотомер. След задействане на двигателите и намаляване на скоростта, апаратът зависва за момент над повърхността на височина от 10 – 15 m. В този момент бридела на който спускаемият модул с надути въздушни възглавници виси бива прерязан и той пада на повърхността. Задният капак, освободен от товара си, се отдалечава и пада на безопасно разстояние.

### Въздушни възглавници
Въздушните възглавници използвани в апарата са подобни на тези използвани по време на мисията Патфайндър. Основната задача на въздушната възглавница е омекотяване на удара на апарата с повърхността и постепенно намаляване на скоростта му на търкаляне по повърхността. Възглавницата бива надута непосредствено преди кацане, а газът бива изпуснат след спиране на търкалянето.
За направата им е използван синтетичен материал наречен вектран, имащ почти двойно по-голяма якост от кевлара и други синтетични материали, както и по-добри характеристики при ниски температури. Налични са шест пласта със специфично тегло от 10 mg/m вектран покриващ две вътрешни обвивки със специфично тегло то 20 mg/m.
Въздушните възглавници на всеки апарат са четири – по една на всяка страна на подобния на пирамида спускаем модул, като всяка въздушна възглавница е разделена на шест секции. Допълнителна якост се придава от въжета които опасват външността на възглавниците. За надуване се използват три газови генератора.

### Спускаем модул
Спускаемият модул има за цел защита на апарата от сътресения и удари по време на спускането към повърхността на Марс. Конструкцията се състои от основа и три странични панела които се сгъват подобно на пирамида. Използвани са композитни материали като въглеродни нишки, по-леки от алуминий и по-здрави от стомана, както и титанови сглобки. Марсоходът е прихванат към конструкцията на спускаемия модул с болтове, които биват разрушени с помощта на малки експлозиви след кацане.

#### Система за изправяне на апарата
Към основата на пирамидата на въздушната черупка на спускаемия модул са монтирани три двигателя, които разтварят трите капаци на пирамидата, прикрепени към основата (виж снимката вдясно). Двигателите са достатъчно мощни за да могат да преобърнат пирамидата като разтворят единия от капаците. Във въздушната черупка има монтиран детектор, който установява ориентацията на основата на пирамидата, към която е прикрепен марсохода, спрямо повърхността. Ориентацията на основата след изпускане на въздуха от въздушните възглавници може да бъде произволна, понеже спускаемият модул се търкаля известно време преди да спре. Бордният компютър издава команди последователно към трите мотора за разтваряне на техния капак в такъв ред че след завършване на трите разтваряния основата ляга на повърхността. В случай че модулът кацне в пресечен терен моторите са достатъчно мощни за да повдигнат конструкцията в случай на необходимост – в случай че модулът падне в дупка, при разтварянето си капаците се захващат за страните на дупката и повдигат апарата. Наземният контрол има възможност за допълнителни команди към двигателите на капаците. След това марсохода може безопасно да напусне въздушната черупка на собствен ход.

#### Безопасно придвижване по повърхността
Критична част от мисията е безопасното напускане на въздушната черупка от страна на марсохода, без заклещчване във въжетата или въздушните възглавници или пропадане в дупки. За целта материята на разгънатите въздушни възглавници бива първо издърпана в близост до апарата още преди разгъване на капаците. След отваряне на капаците се разтварят допълнителни платнища, осигуряващи плавен преход от капаците към повърхността. За провеждане на целия процес са отделени около 3 часа.

## Конструкция на марсохода

### Колесна система
Всеки марсоход има шест колела монтирани върху талига с окачване позволяващо на всички от тях да бъдат в постоянен контакт с повърхността, дори върху пресечен терен. Окачването ограничава движението на шасито на апарата, както и позволява преодоляване на препятствия като пролуки или скали с размери по-големи от диаметъра на колелетата (250 mm). На всяко колело са налични грайфери, увеличаващи сцеплението върху повърхности като пясък и при изкачване на скали. Всяко колело се задвижва от собствен електромотор. Двете предни и двете задни колелета могат да бъдат завъртани с помощта на допълнителни мотори за управление на апарата, като е възможно той да се завърти около оста си на 360 градуса без да се придвижва. Конструкцията позволява завъртане само на едно от колелата на апарата докато той е неподвижен с цел изкопаване на материал за изследване от инструментите.
Центърът на тежестта на апарата е достатъчно ниска за да позволи преодоляване на странични наклони до 45 градуса. Програмното му управление като предпазна мярка не допуска преодоляване на странични наклони от повече от 30 градуса.
Максималната скорост на марсохода по равен участък и твърда повърхност е 50 mm/s (180 m/h). Програмното управление налага спиране след 10 секунди придвижване за около 20 секунди за изследване на терена за препятствия, като се постига средна скорост от около 10 mm/s (40 m/h).

### Захранване и електроника
При пълно осветяване слънчевите панели могат да генерират 140 W в продължение на около четири часа по време на един марсиански ден. За придвижване са необходими около 100 W. В Марсохода има монтирани две литиево-йонни батерии с тегло около 7 kg всяка, осигуряващи енергия при липса на слънчево греене. С времето батериите ще деградират и няма да могат да се презареждат до пълния си капацитет. За бъдещи мисии до Марс бива планиран апарат захранван от РТГ, който би могъл да функционира независимо от слънчевото греене – през нощта, както и на големи ширини като например полюсите на Марс.
Първоначално се смята че към края на 90 дневната мисия слънчевите панели няма да генерират повече от 50 W поради натрупване на прах. Впоследствие се оказва че ветровете трупащи прах върху панелите също така и ги почистват, и две години след началото на мисията панелите все още успяват да генерират от 300 до 900 Wh енергия на ден.
Операционната система на марсоходите е VxWorks. Използва се радиационно устойчив процесор RAD6000 работещ на 20 MHz. Налични са 128 MB DRAM памет с корекция на грешките, 3 MB EEPROM и 256 MB флаш памет. Температурата на електрониката се поддържа в граници от -40 до +40 °C посредством контейнери с радиоизотопно разпадане отделящи 8 W мощност, с възможност за допълнително включване на електрически отоплители когато е необходимо. За термична изолация се ползва златно фолио и силиконов аерогел.

### Комуникационна система
Марсоходите имат главна и резервна антена, съответно с насочено и изотропно излъчване. С помощта на главната антена се постига много по-висока честотна лента, но за функционирането ѝ се изисква прецизно насочване.
Двата марсохода могат да предават директно към Земята или посредством двата апарата на НАСА на орбита около Марс – Одисей и Глобал Сървейър. Предимствата на използването на тези апарати е възможността за използване на сигнали с по-висока честота и с по-малко използвана мощност. Орбиталните апарати също така могат да поддържат връзка със Земята по-продължително време отколкото марсоходите. За допълнително подсигуряване по време на кацането една антена е монтирана на въздушната черупка.
Снимките заснети от марсоходите се компресират посредством програмата ICER с минимални загуби. Камерите имат възможност за заснемане на изображения с размер от 1024 по 1024 пиксела с 12 бита интензитет, като са налични различни честотни филтри. ((en))  Предварителните и навигационните снимки биват компресирани до 1 бит/пиксел, като при панорами заснети в определен диапазон дори до 0,5 бита/пиксел. С помощта на програмата ICER се осигурява ефективен начин за намаляване на ефекта на грешките при пренасяне на изображенията от Марс към Земята, като протоколът ѝ се счита за значително по-добър от JPEG например.

### Оборудване
Монтирани на мачтата на марсохода са:
- Панорамна камера, за наблюдения на повърхностните минерални образувания, релеф и структура на повърхността.
- Огледало за миниатюрния топлинен спектрометър, за идентифициране на обещаващи образци от повърхността за близко изследване.

Инструментите са монтирани на 1,5 m височина. Един мотор ги завърта хоризонтално на 360°, друг ги ориентира от -90 до +90 спрямо хоризонта, а трети – ориентира топлинния спектрометър от -50 до +30 спрямо хоризонта.
На мачтата са монтирани още и две монохромни навигационни камери и четири монохромни камери за избягване на опасности (две в предната и две в задната част).
На стрелата на марсохода са монтирани следните инструменти:
- Мьосебауеров спектрометър разработен от др. Гостар Клингерхофер от университета Йохан Гутенберг в Майнц, Германия. Използва се за изследване на минералогията на скали и почви със съдържание на желязо.
- Спектрометър за алфа и рентгенови лъчи разработен в института Макс Планк в Майнц, Германия. Използва се за установяване на химическия състав на скали и почви.
- Магнити за събиране на магнетизирани частици прах образувани по време на работата на абразивния инструмент. С помощта на двата спектрометъра бива изследван химическия състав на магнитните частици.
- Микроскоп, използван за получаване на изображения с висока разделителна способност на малък участък от повърхността.
- Абразивен инструмент, използван за премахване на ерозирал материал и прах от повърхността на скали с цел изследване на вътрешността от другите инструменти.

## Имената „Спирит“ и „Опъртюнити“
Имената Спирит и Опъртюнити са предложени от деветгодишната Софи Колинс от Аризона, САЩ в нейно есе спечелило конкурс.

I used to live in an Orphanage. (Живях в сиропиталище.)

It was dark and cold and lonely. (Беше тъмно и самотно.)

At night, I looked up at the sparkly sky and felt better. (Нощно време гледах към искрящото небе за да се почувствам по-добре)

I dreamed I could fly there. (И мечтаех да отлетя натам.)

In America, I can make all my dreams come true..... (В Америка мога да осъществя мечтите си...)

Thank-you for the „Spirit“ and the „Opportunity“ (Благодаря за духа и възможността.)

Виж още ((en)) НАСА за имената на марсоходите

## Софтуерният продукт Маестро
Екипът на наса използва програма наречена SAP за разглеждане на снимки получени от марсохода, както и за планиране на дейността му. Съществува публичнодостъпна версия на програмата наречена Маестро. Написана е на езика за програмиране Java, което прави възможно тя да бъде изпълнявана на множество операционни системи – Уиндоус, Линукс, Макинтош и др. Програмата може да бъде намерена на ((en)) този адрес Архив на оригинала от 2004-01-05 в Wayback Machine..

## Обозначение на снимките
Имената на файловете на снимките заснети от Спирит и Опъртюнити съдържат датата и часа на тяхното заснемане. Позициите от 3 до 11 представляват брой секунди след епохата J2000 (1 януари 2000 г. 11:58:55,816 ст. време). ((en)). Така например за снимката 1P132176262ESF05A6P2670R8M1.JPG може да се определи че е заснета 132176262 секунди след началото на гореспоменатата епоха, или на 10 март 2004 г. в 07:36:37,816 ст. време. Забележка: след 31 декември 2005 г. е добавена високосна секунда.

## Интересни факти
По време на седмицата след кацането на Спирит, страницата на НАСА отчита рекордните 1,7 милиарда посещения и 34,6 гигабайта изтеглени данни.